# Сторрз, Рональд Генри
Сэр Ро́нальд Ге́нри А́мхерст Сторрз (англ. Sir Ronald Henry Amherst Storrs; 19 ноября 1881, Бери-Сент-Эдмундс — 1 ноября 1955, Лондон) — британский дипломат, секретарь посольства в Каире, военный губернатор Иерусалима, губернатор Кипра, губернатор Северной Родезии.

## Биография
Старший сын Джона Сторрза, настоятеля кафедрального собора в Рочестере. Рональд Сторрз получил образование в публичной школе Чартерхаус и колледже Пемброк при Университете Кембридж.

## Дипломатическая карьера

### Египет
Сторрз поступил на службу в Министерство финансов правительства Египта в 1904 году, пять лет спустя стал Восточным секретарём британского посольства, сменив Гарри Бойла на этом посту. В 1917 году Сторрз стал офицером по политическим вопросам, представляющим египетские экспедиционные войска в Месопотамии. Исполняя полномочия офицера связи в англо-французской миссии в Багдаде и Месопотамии, он встречался с Гертрудой Белл и сэром Перси Коксом.
Т. Э. Лоуренс (Лоуренс Аравийский) писал в книге «Семь столпов мудрости»:
«Первым среди всех нас был Рональд Сторрз, Восточный секретарь Посольства, самый блестящий англичанин на Ближнем Востоке, чрезвычайно рациональный, несмотря на его увлечения и любовь к музыке, скульптуре, живописи и всему прекрасному… Сторрз всегда был первым и величайшим из нас».
Сторрз проявлял классическую британскую сдержанность в переговорах с лидерами многочисленных племенных союзов, пытаясь взять их под контроль в Большой игре.
Во время Первой мировой войны Сторрз был членом Арабского бюро и участвовал в переговорах между Хусейном бен Али и британским правительства по поводу организации арабского восстания в Месопотамии против Османской империи. Он сомневался в реалистичности амбиций Хусейна бен Али по поводу силы и многочисленности арабского восстания против турок, а также настаивал на том, что Сирия и Палестина должны были быть в состав контролируемого британцами Египта. Однако этот план не был реализован.

### Палестина

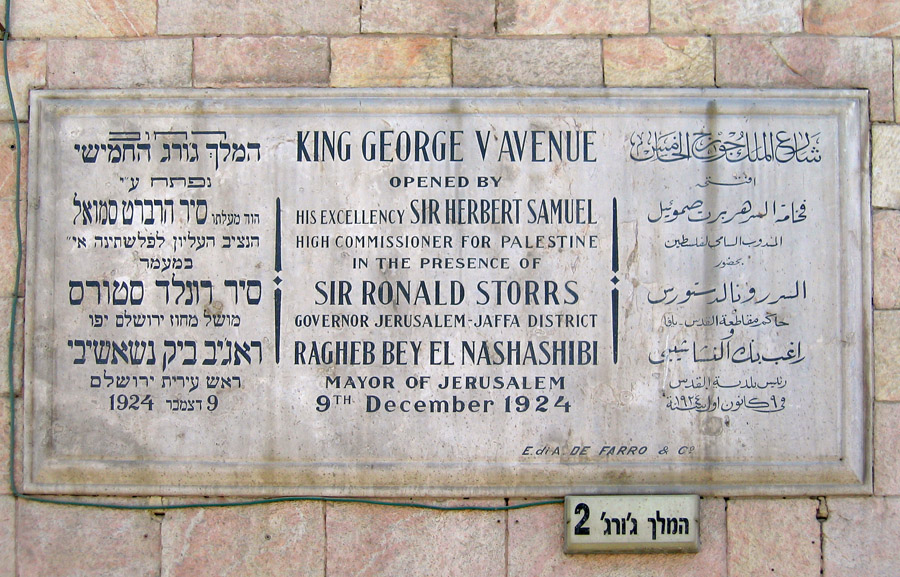
Памятная доска в Иерусалиме в честь инаугурации короля Георга, установленная в 1924 году

В 1917 году Сторрз получил звание полковника и стал, по его собственным словам, «первым военным губернатором Иерусалима со времён Понтия Пилата». В 1921 году он стал гражданским губернатором Иерусалима и Иудеи. В обоих статусах он попытался маневрировать между поддержкой сионизма и обеспечением прав арабских жителей Палестины, заслужив тем самым неприязнь обеих сторон. Сторрз также посвящал значительную часть своего времени культурным вопросам — участвовал в планировании города и основал Иерусалимское общество, призванное заботиться о культурном наследии Иерусалима.
В 1919 году Сторрз стал кавалером итальянского ордена Короны.

### Кипр и Родезия
В 1926—1932 годах Сторрз был губернатором и командующим войсками на Кипре. В этот период произошла попытка антибританского восстания (1931), в ходе которого был сожжён Дворец правительства. В 1932 году он был назначен губернатором Северной Родезии, а в 1934 году ушёл в отставку по состоянию здоровья, в возрасте 53 лет.

### Последние годы

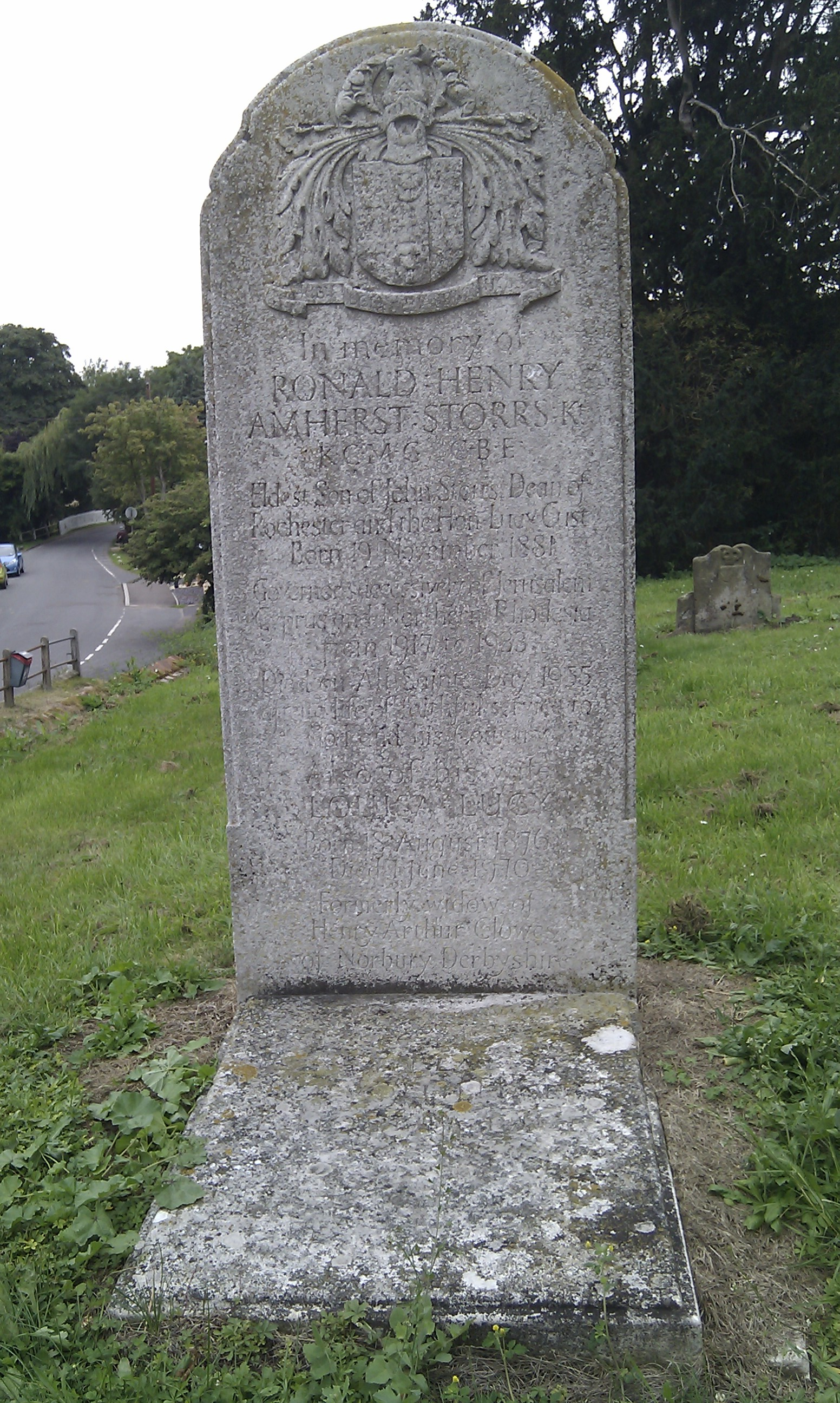
Могила Рональда Сторрза

Сторрз был одним из шести человек, несших гроб на похоронах Лоуренса Аравийского в 1935 году.
В 1937 году он опубликовал свои мемуары, в 1937—1945 годах был членом Лондонского городского совета, во время Второй мировой войны сотрудничал с Министерством информации. Сторрз умер в 1955 году и похоронен в церкви Святого Иоанна Крестителя в Пебмарше.